# Lacuna explanatória
A lacuna explanatória é um termo que foi introduzido pelo filósofo Joseph Levine, pela dificuldade que as teorias fisicalistas da mente encontram em explicar como as propriedades físicas dão origem à forma como as coisas são sentidas quando experienciadas. Num artigo de 1983, onde ele utilizou o termo pela primeira vez, Levine usa como exemplo a proposição: "dor é o disparo de fibras C", ressaltando que, embora possa ser válido num sentido fisiológico, a correlação entre a sensação de dor e o disparo de fibras do tipo C não ajuda a entender como ou porque a sensação de dor ocorre.
A lacuna explanatória tem contrariado e intrigado filósofos e pesquisadores da IA por décadas, causando um grande debate. Colmatar esta lacuna (isto é, encontrar uma explicação mecanicista satisfatória para a experiência em primeira pessoa e/ou os qualia) é uma tarefa conhecida na literatura filosófica contemporânea como "o problema difícil".
Para dar um exemplo de fenômeno onde não há lacuna explicativa alguma, imagine um computador moderno – de tão maravilhosos como estes dispositivos são –, seu comportamento pode ser explicado através da análise dos circuitos presentes no sistema computacional. Por outro lado, muitos dualistas mente-corpo (e.g. René Descartes, David Chalmers (dualismo de atributo) ) consideram que a experiência subjetiva consciente constitui um fenômeno anômalo, que demanda uma causa fora do mundo físico ou implica um desconhecido fenômeno físico (ver, por exemplo, mente quântica, realismo indireto).
Os defensores do dualismo de substâncias alegam que a mente é substancialmente e qualitativamente diferente do cérebro e que a existência de algo metafisicamente extra-físico é necessário para "preencher a lacuna".
A natureza da lacuna explicativa tem sido tema de debate. Por exemplo, alguns atribuem à lacuna explanatória uma limitação de nossa atual capacidade explicativa. Eles argumentam que apenas as futuras descobertas da neurociência e trabalhos filosóficos vindouros poderão solucionar esta lacuna. No entanto, outros pensadores têm tomado uma posição mais forte, por exemplo, filósofos misterianistas como Colin McGinn, argumentam que a lacuna explanatória é fruto duma limitação de nossas habilidades cognitivas enquanto seres humanos e que, portanto, nenhuma quantidade de informação nova poderá solucioná-la.
Também não existe consenso sobre quais conclusões metafísicas podem ser derivadas da existência desta lacuna. Os que desejam utilizá-la para apoiar o dualismo, muitas vezes, assumem a posição de que uma lacuna epistêmica — especialmente se for proveniente duma limitação de nossas habilidades cognitivas —, necessariamente implica numa lacuna metafísica.